# Преспа (село)
Преспа (болг. Преспа) — село в Болгарии. Находится в Добричской области, входит в общину Балчик. Население составляет 239 человек.

## Политическая ситуация
В местном кметстве Преспа, в состав которого входит Преспа, должность кмета (старосты) исполняет Сергей Панайотов Георгиев (Болгарская социалистическая партия (БСП) по результатам выборов правления кметства.
Кмет (мэр) общины Балчик — Николай Добрев Ангелов (независимый) по результатам выборов в правление общины.